# Emmanuel Golou
Emmanuel Dégbèvi Golou est un homme politique béninois, né en 1955. Il est le président du Parti Social Démocrate (PSD), et membre de l’Internationale socialiste. Depuis le 18 mars 2013, il est le président du Comité Afrique de l'Internationale socialiste. Il est actuellement député à l’Assemblée nationale du Bénin. 

## Biographie

### Débuts
Dans les années 1970, au lycée de Porto-Novo, Emmanuel Golou s'engage en politique au sein de l’Union générale des élèves et étudiants de Dahomey alors que le Bénin était dirigé par le président Mathieu Kerekou sous un régime de dictature. En compagnie d’autres camarades, il mène des luttes pour le respect des libertés individuelles et syndicales.
Emmanuel Golou est détenteur d'un diplôme d'études supérieures en banque et finances obtenu au Centre Ouest africain de formation et d'études bancaires de la BCEAO à Dakar (Sénégal) en 1984, et titulaire d'un doctorat en sciences économiques option monnaie, finance et banque de l'université Paris-Dauphine en 1988.

### Carrière
Ancien fonctionnaire de la banque commerciale du Bénin, il a piloté de nombreuses études sur des programmes économiques en Afrique[évasif]. Il est le fondateur du cabinet Afrique Études basé à Cotonou au Bénin.
Au lendemain de la Conférence nationale des forces vives de la nation qui a marqué le retour de la démocratie dans le pays, Emmanuel Golou lutte pour le multipartisme. Il est l’un des membres fondateurs du Parti social démocrate (PSD) en 1990.
Emmanuel Golou est actuellement député à l’Assemblée nationale du Bénin, poste qu'il occupe depuis 1991. En 1995, il est à nouveau nommé député, il n'a quitté son statut que de 1996 à 1998 pour occuper la fonction de ministre.  Depuis l'avènement du renouveau démocratique, il a été rapporteur général de la commission des finances en 1991 puis président de groupe parlementaire PSD en 2003. Il est ministre de l’énergie, des mines et de l’hydraulique de 1996 à 1998 au sein du gouvernement de Mathieu Kerekou.
Avant d’accéder à la présidence du Parti social démocrate début 2012, il a été successivement secrétaire général, premier vice-président.
En 2013, Emmanuel Golou, amateur de tennis, se présente à la présidence de la fédération béninoise de tennis, mais jette l'éponge juste avant les votes.

## Publications récentes
- L’Afrique face à la crise financière internationale
- La crise de la dette : l’Europe, dos au mur.

## Décorations
- Grand officier de l'ordre national du Bénin

## Vie familiale
Emmanuel Golou est marié et père de 7 enfants.